# Duke of Berwick

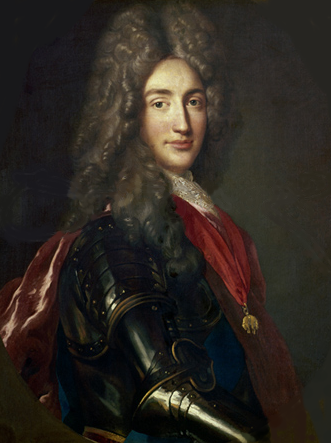
James Fitzjames, 1. Duke of Berwick

Wappen des 1. Dukes of Berwick

Duke of Berwick(-upon-Tweed) war ein erblicher britischer Adelstitel in der Peerage of England. Der Titel ist nach der nordenglischen Stadt Berwick-upon-Tweed benannt.

## Verleihung und Geschichte des Titels
Der Titel wurde am 19. März 1687 für James FitzJames, den außerehelichen Sohn König Jakobs II. von England mit Arabella Churchill geschaffen. Zusammen mit dem Titel wurden die nachgeordneten Titel Earl of Tinmouth und Baron Bosworth, of Bosworth in the County of Leicester, geschaffen.
Nach der Glorious Revolution kämpfte er auf der Seite seines Vaters gegen den neuen König Wilhelm III. und musste schließlich seinem Vater ins Exil folgen. Seine Titel werden allgemein als wegen Hochverrats zwischen dem 23. Februar und 24. März 1695/6 aberkannt betrachtet. Die genauen Umstände der Aberkennung der Titel sind umstritten, da das englische Parlament offenbar nie einen entsprechenden Act of Attainder erlassen hat. Wohl aber wurde der Herzog vor dem Old Bailey 1689/90 richterlich des Hochverrates schuldig gesprochen und zum Geächteten (Outlaw) erklärt, womit die Aberkennung des Titels einhergeht, und Erwähnungen in anderen zeitgenössischen Dokumenten legen nahe, dass er schon um 1695 als Outlaw betrachtet wurde.
Im Exil kam der 1. Herzog als Heerführer in französischen und spanischen Diensten zu Anerkennung. König Philipp V. von Spanien erhob ihn 1704 zum Duque de Berwick und Granden von Spanien (Erster Klasse), sowie 1707 zum Duque de Liria y Jérica. König Ludwig XIV. von Frankreich erhob ihn 1710 zum Duc de Fitz-James und Pair von Frankreich. Seine Nachfahren als Oberhaupt des Adelsgeschlechtes FitzJames verwenden die verwirkten englischen Titel bis heute, diese werden allgemein als von britischer Seite nicht anerkannte jakobitische Neuverleihung von 1695 betrachtet. Der französische und die spanischen Herzogstitel fielen aufgrund abweichender Erbfolgeregelungen zwischenzeitlich an andere Linien der Familie, der französische Titel des Duc de Fitz-James erlosch am 19. Januar 1967, die spanischen Titel hat seit 2014 Carlos Fitz-James Stuart y Martínez de Irujo, 19. Duque de Alba de Tormes (* 1948) inne.

## Liste der Dukes of Berwick (1687)
- James Fitzjames, 1. Duke of Berwick (1670–1734) (Titel 1695 verwirkt)

### Jakobitische Dukes of Berwick (1695)
- James Fitzjames, 1. Duke of Berwick, 1. Duque de Liria y Jérica (1670–1734)
- James Fitz-James Stuart, 2. Duke of Berwick, 2. Duque de Liria y Jérica (1696–1738)
- James Fitz-James Stuart, 3. Duke of Berwick, 3. Duque de Liria y Jérica (1718–1785)
- Carlos Fitz-James Stuart, 4. Duke of Berwick, 4. Duque de Liria y Jérica (1752–1787)
- Jacobo Fitz-James Stuart, 5. Duke of Berwick, 5. Duque de Liria y Jérica (1773–1794)
- Jacobo Fitz-James Stuart, 6. Duke of Berwick (1792–1795)
- Carlos Fitz-James Stuart, 7. Duke of Berwick, 14. Duque de Alba de Tormes (1794–1835)
- Jacobo Fitz-James Stuart, 8. Duke of Berwick, 15. Duque de Alba de Tormes (1821–1881)
- Carlos Fitz-James Stuart, 9. Duke of Berwick, 16. Duque de Alba de Tormes (1849–1901)
- Jacobo Fitz-James Stuart, 10. Duke of Berwick, 17. Duque de Alba de Tormes (1878–1953)
- Fernando Fitz-James Stuart, 11. Duke of Berwick, 15. Duque de Peñaranda de Duero (1922–1971)
- Jacobo Fitz-James Stuart, 12. Duke of Berwick, 16. Duque de Peñaranda de Duero (* 1947)